# 菅原サトル
菅原 サトル（すがわら さとる、1968年2月5日 - ）は、日本のソングライター、編曲家、キーボーディスト、ギタリスト、音楽プロデューサー。秋田県秋田市生まれ。秋田大学教育学部音楽科卒。

## 来歴
90年代中頃よりキーボーディスト、ソングライター、編曲家として活動する。2000年にはロック・バンドrevenusのギタリストとしてX JAPANのYOSHIKIプロデュースのもとデビューするが、2001年末にメンバーから退き、サウンド・プロデューサーに専念している。

## 主な作品

### テレビドラマ  サウンドトラック
- 1996年 - チョベリバ! わが人生最悪の日（日本テレビ系）
- 1997年 - 砂の城（一条ゆかり原作）（東海テレビ）
- 1998年 - GTO（関西テレビ）

### テレビドラマ主題歌
- 1997年 - ガラスの仮面　第1シリーズ主題歌「ポーラスター 〜君だけ信じて〜」（歌：春原佑紀）
- 2001年 - 2001年のおとこ運 　挿入歌「千の瞳」（歌：revenus）
- 2002年 - 春ランマン　主題歌「アカシア」（歌：revenus）
- 2002年 - 九龍で会いましょう　挿入歌「maple」（歌：工藤静香）
- 2003年 - エ・アロール それがどうしたの　主題歌「LAT.43°N〜forty-three degrees north latitude〜」（DREAMS COME TRUEのカバー、歌：a.mia）編曲
- 2003年 - クニミツの政　挿入歌「あなただけを」（歌：a.mia）

### 映画主題歌
- 1997年 - クレヨンしんちゃん 暗黒タマタマ大追跡　主題歌「年中夢中"I Want You"」（歌：Puppy）

### テレビアニメ主題歌
- 1997年 - クレヨンしんちゃん　第5期主題歌「年中夢中"I Want You"」（歌：Puppy）
- 1997年 - バーチャファイター　第3期エンディングテーマ「永遠の真ん中で」（歌：世古あき子）
- 1999年 - 火魅子伝　エンディングテーマ「瞬の色をかえて」（歌：奥土居美可、編曲）

### テレビ番組主題歌
- 1997年 - The・サンデー+30　エンディングテーマ「一番きれいな瞬間の私を憶えていて」（歌：奥土居美可）
- 2001年 - 内村プロデュース　エンディングテーマ「flower」（歌：revenus）